# Vrije rijksstad Triëst

Vlag

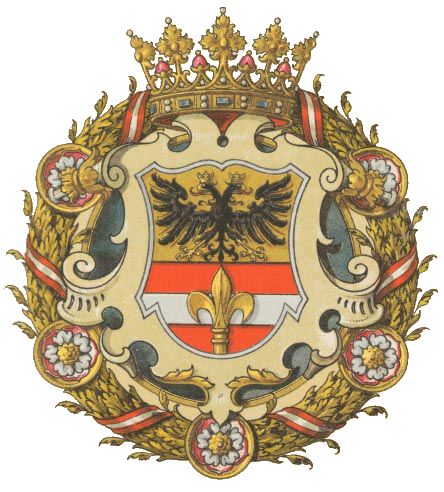
Wapenschild van Triëst

De vrije rijksstad Triëst (Duits: Reichsunmittelbare Stadt Triest und ihr Gebiet) vormde een zelfstandig bestuurlijk gebied in het Oostenrijkse Oostenrijkse kroonland Küstenland. De hoofdstad was Triëst, dat ook de hoofdstad was van het hele kroonland.

## Geschiedenis
Triëst kwam in 787/9 bij het Frankische Rijk. De heerschappij over de stad kwam in de tiende eeuw in de handen van de bisschop van Triëst. Later wist de stad zich onafhankelijk van de bisschop te maken. In 1202 kwam de stad aan de republiek Venetië.
In 1382 plaatste de stad zich onder de bescherming van hertog Leopold IV van Oostenrijk. De stad had een autonome status en werd tijdens de Reformatie zelfs luthers. De stad bleef verbonden met de Habsburgse monarchie, intussen het keizerrijk Oostenrijk, tot 1809, toen ze deel ging uitmaken van het keizerrijk Frankrijk binnen de Illyrische Provincies.
In 1814 werd het Oostenrijkse bestuur hersteld en in 1816 ging de stad deel uitmaken van het koninkrijk Illyrië. In 1818 werd ze opgenomen in de Duitse Bond. In 1849 werd het koninkrijk Illyrië opgeheven en verklaarde de Oostenrijkse regering Triëst tot reichsunmittelbare stad.
In 1849 werd de stad samen met haar naaste omgeving een onderdeel van het nieuwe kroonland Küstenland. In 1867 kreeg ze zelf de status van kroonland.
In 1918 werd de stad door het koninkrijk Italië bezet en bij het Verdrag van Saint-Germain in 1919 aan Italië afgestaan.

## Zie verder
- Küstenland

1867–1918

In de Rijksraad vertegenwoordigde koninkrijken en landen (Cisleithanië):
hertogdom Boekovina · koninkrijk Bohemen · koninkrijk Dalmatië · koninkrijk Galicië en Lodomerië · hertogdom Karinthië · hertogdom Krain · Küstenland (vorstelijk graafschap Görz en Gradisca, markgraafschap Istrië, vrije rijksstad Triëst) · markgraafschap Moravië · Neder-Oostenrijk · Opper-Oostenrijk · hertogdom Salzburg · Tsjechisch-Silezië · hertogdom Stiermarken · vorstelijk graafschap Tirol en land Vorarlberg

De landen van de Heilige Hongaarse Stefanskroon (Transleithanië):
Fiume met gebied · koninkrijk Hongarije · koninkrijk Kroatië en Slavonië . Militaire Grens (1867-1882)

Gemeenschappelijk bestuurd: condominium Bosnië en Herzegovina (1878-1918) . Novi Pazar met gebied (1878-1908) . Karpatische passengebied (1918) . bezette zone Tianjin (1901-1917)
Voor of in 1867 opgeheven

koninkrijk Illyrië (tot 1850) · vojvodschap Servië en Temesbanaat (tot 1860) · Koninkrijk Lombardije-Venetië (tot 1866) · grootvorstendom Zevenburgen (tot 1867)